# لورينا روخاس
لورينا روخاس (بالإسبانية: Lorena Rojas)‏ (و. 1971 – 2015 م) هي مغنية، وممثلة، وممثلة تلفزيونية مكسيكية، ولدت في مدينة مكسيكو، توفيت في ميامي، عن عمر يناهز 44 عاماً، بسبب سرطان الكبد.

## وصلات خارجية
- لورينا روخاس على موقع IMDb (الإنجليزية)
- لورينا روخاس على موقع ألو سيني (الفرنسية)
- لورينا روخاس على موقع أول موفي (الإنجليزية)
- لورينا روخاس على موقع ديسكوغز (الإنجليزية)
- لورينا روخاس على موقع قاعدة بيانات الفيلم (الإنجليزية)
- لورينا روخاس على موقع كينوبويسك (الروسية)